# Эрбштейн, Эрнё
Эрнест Эгри-Эрбштейн (нем. Ernest Egri-Erbstein; 13 мая 1898, Надьварад — 4 мая 1949, Турин), более известен под именем Эрнё Эрбштейн (венг. Erbstein Ernő), в некоторых итальянских источниках упоминается как Антон Эрбштейн (итал. Anton Egri Erbstein) — венгерский футболист еврейского происхождения, полузащитник. После завершения карьеры игрока работал тренером. Погиб в числе жертв авиакатастрофы в Суперге.

## Карьера
Эрнё Эрбштейн родился в городе Надьварад в еврейской семье. Оттуда он переехал в Будапешт, поступив на кафедру физического воспитания местного университета по специализации лёгкая атлетика. Там он начал выступать за «Будапешти Атлетикаль Клуб». В клубе имелась и футбольная команда, куда Эрбштейн вскоре попал, став играть на позиции полузащитника. В 1916 году он попадает в армию, на фронт. Затем он вернулся в Будапешт и там стал участником бунта. После окончания университета футбол у Эрнё постепенно стал отходить на второй план: клуб в 1921 году «провалился» во второй дивизион, а сам футболист устроился на работу биржевого маклера. В 1924 году судьба Эрбштейна резко изменилась: его заметил итальянский клуб «Олимпия» из Фиуме, и он стал играть за эту команду. Проведя сезон в этом клубе, Эрнё перешёл в «Виченцу». Но и там полузащитник сыграл только один год: по принятому Уставу ди Вьяреджо, в итальянском футболе стало запрещено заявлять игроков неитальянского происхождения. Эрбштейн переехал в Британскую Палестину, где присоединился к Ассоциации венгро-еврейских профессиональных футболистов. Эти игроки разъезжали по разным городам под названием «Маккаби» Будапешт, устраивая коммерческие встречи с местными командами. В 1927 году он, в числе других игроков, уехал в США, где стал футболистом клуба «Бруклин Уондерерс». Одновременно он стал работать по профессии на Нью-Йоркской бирже.
В 1928 году Эрбштейн вернулся в Италию, где стал главным тренером клуба «Бари», заменив на этом месте другого венгра, Ференца Племича. Его клуб занял 13 место в группе А Дивизионе Национале и «вылетел» в группу В. После этого Эрнё был уволен и перешёл в «Ночерину», но и там его ждала неудача: клуб занял 3 место в группе Юг Первого дивизиона, «провалившись» во Второй дивизион. В 1930 году венгр стал главным тренером «Кальяри». Там в первом же сезоне Эрнё смог вывести клуб в серию В, но на второй год клуб занял лишь 13 место, и Эрбштейн был уволен. Затем он тренировал «Бари», который опустил в серию В, а потом «Луккезе». В этой команде Эрбштейн находился 5 лет. Он смог вывести клуб в серию А, и пока Эрнё находился «у руля» команды, «Луккезе» оставался участником высшего итальянского дивизиона. В 1938 году Эрбштейн стал главным тренером клуба «Торино». Причиной этого стали Итальянские расовые законы, из-за которых его дочерям было запрещено посещать школу. А в Турине его дети уже могли стать учениками местной частной школы. Первым его действием на посту главного тренера команды стал переход его подопечного из «Луккезе», голкипера сборной Италии, Альдо Оливьери. В первом же сезоне «Торино» занял второе место, уступив лишь «Болонье», но ужесточение законов вынудило его покинуть страну: Эрбштейн с семьей эмигрировал в Нидерланды. Затем он вернулся в Будапешт и там поддерживал связь с президентом «Торино», Феруччо Ново, в частности, консультировал покупку командой Эцио Лоика и Валентино Маццолы. Одновременно, вместе с родным братом, он занимался бизнесом.
В 1944 году, после оккупации Венгрии, Эрбштейн с семьёй попал в будапештское гетто. Оттуда его одного отправили в трудовой лагерь, но он смог поддержить связь с семьей, благодаря тому, что в лагере работал его знакомый, служивший его денщиком во время Первой мировой войны. Благодаря Анжело Ротте и Дженнаро Веролино, представителям папства Ватикана, его семья смогла тайно попасть к сестре жены, которая была замужем за католиком, и спрятаться там. Сам же Эрнё сбежал, выпрыгнув из поезда, который ехал в Германию. Он вернулся к семье и позже, с помощью Рауля Валленберга, получил документы гражданина Швеции. Он оставался на полулегальном положении вплоть до освобождения Будапешта советскими войсками. После окончания войны Эрнё связался с Феруччо Ново и в 1945 году смог вернуться в Турин. Сначала он работал в клубе консультантом, а затем перешёл на должность технического директора. Он создал детскую команду «Торино», и смог организовать обширную сеть скаутской службы. 4 мая 1949 года Эрбштейн вместе с командой погиб в авиакатастрофе в Суперге. Он был похоронен на Монументальном кладбище в Турине.

## Личная жизнь
Эрбштейн был женат. Супругу звали Йолан. У них было две дочери, Марта и Сусанна. Сусанна стала известной в Италии танцовщицей.

## Достижения
- Чемпион Италии: 1948/1949